# زایون (آرکانزاس)
زایون (به انگلیسی: Zion) یک منطقهٔ مسکونی در ایالات متحده آمریکا است که در آرکانزاس واقع شده است. زایون ۲۱۰٫۹۲ متر بالاتر از سطح دریا قرار دارد.